# كيفن وايت
كيفن وايت (بالإنجليزية: Kevin White)‏ هو سياسي أمريكي، ولد في 25 سبتمبر 1929 ببوسطن في الولايات المتحدة، وتوفي بنفس المكان في 27 يناير 2012. حزبياً، نشط في الحزب الديمقراطي. وقد انتخب Secretary of the Commonwealth of Massachusetts ‏ وانتخب عمدة بوسطن ‏.